# Джулія Фокс
Джулія Фокс (нар. 2 лютого 1990, Мілан) — американська акторка, модель, фотографка та дизайнерка італійського походження. Відома дебютною роллю у фільмі «Неграновані коштовності» 2019 року, за яку була номінована на премію «Проривний актор» на Gotham Awards 2019.

## Раннє життя та освіта
Народилася в Мілані в сім'ї італійки та американця. Ранні роки провела з дідом. В Італії жила в однокімнатній квартирі з сім'єю, але зазначила, що «ніколи не відчувала себе там бідною, бо життя не було бурхливим. Усе навколо було безлюдним, але сповненим любові та смачної їжі».
У 6 років переїхала до Нью-Йорка з батьком і поселилася в Йорквіллі, Мангеттен. Потім повернулася до Італії на два роки, в 14, але на той час вже відчула яскраві культурні відмінності між країнами. Фокс працювала на кількох роботах у сфері обслуговування, зокрема у взуттєвій крамниці та кондитерській, продавала морозиво. Вона відвідувала середню школу City-As-School і 6 місяців була домінатрікс.

## Кар'єра

### Моделінг, мистецтво та дизайн одягу
Починала кар'єру як дизайнерка одягу та разом зі своєю подругою Бріаною Андалор запустила лінію жіночого трикотажу класу люкс Franziska Fox, що мала комерційний успіх. Також працювала художницею, фотографкою та моделлю, позуючи ню для останнього видання Playboy у 2015 році. Самостійно опублікувала два альбоми фотографій, Symptomatic of a Relationship Gone Sour: Heartburn/Nausea в 2015 році, та PTSD в 2016 році. У 2017 році організувала художню виставку під назвою «RIP Julia Fox», на якій були представлені шовкові полотна, розписані її власною кров'ю.
Відтоді взяла участь у кампаніях для Diesel Coach New York і Supreme; в редакційних статтях для CR Fashion Book, The Last, Office, Wonderland, Vogue, Vogue Italia, The Face, Paper, V, Interview,, а також позувала для обкладинки Vogue Чехословаччина.

### Акторство та режисура
Повнометражний дебют Фокс стався у фільмі братів Сафді Netflix 2019 року «Неграновані коштовності», де вона зіграла продавчиню виставкового залу та коханку головного героя фільму Говарда Ратнера (Адам Сендлер), непостійного торговця ювелірними виробами та залежного від азартних ігор. Фокс була знайома з братами Сафді майже 10 років після випадкової зустрічі з Джошем Сафді в кафе в Сохо, Манхеттен. Згодом отримала номінацію як проривна акторка на Gotham Awards 2019.
Також написала сценарій та зняла короткометражний фільм Fantasy Girls про групу підліток, залучених до проституції, які живуть у Ріно, штат Невада, що вийшов у 2021 році. Знялася у фільмі Бена Хозі PVT Chat, зігравши вебкамщицю на ім'я Скарлет. У США фільм вийшов 5 лютого 2021 року. Також з'явилася у фільмі «Жодного раптового руху», який вийшов у США 1 липня 2021 року.
Зіграла головну роль у драмі «Маріонетка», яка вийшла у 2022 році. Також мала намір зіграти голлівудську перукарку Керрі Вайт у байопіку «Upper Cut», заснованому на мемуарах Вайт. У 2024 році виконала головну роль у чорній комедії «Тренер» разом із Віто Шнабелем, який також є сценаристом фільму, і Стівеном Ван Зандтом під керівництвом режисера Тоні Кея.
У 2025 році зіграла в фільмі жахів «Легенда» та трилері «Ніч завжди настає».

## Особисте життя
У листопаді 2018 року одружилася з пілотом приватних літаків Пітером Артем'євим. Вони розлучилися у липні 2020 року. Проживали разом у Йорквіллі, Мангеттен. 17 січня 2021 року Фокс народила від нього сина, про що оголосила 14 лютого. У жовтні 2022 року розповіла, що пережила післяпологову депресію. Фокс також повідомляла, що має обсесивно-компульсивний розлад (ОКР) та синдром дефіциту уваги з гіперактивністю (СДУГ).
У січні 2022 року підтвердила стосунки з репером Каньє Вестом у статті, яку написала для Interview. Вони розійшлися наступного місяця. Фокс стверджувала, що вона зустрічалася з Вестом навмисно, щоб «дати людям про що поговорити» під час пандемії COVID-19. Невдовзі після розриву підроблений заголовок інтерв'ю Фокс, у якому стверджувалося, що це сталося через те, що Вест не любив її перехід у «режим гобліна», став вірусним у мережі, що спонукало до поширення вживання фрази «режим гобліна». Фокс спростувала ці заяви.
У липні 2024 року публічно зізналася, що є лесбійкою.

## Фільмографія

### Фільми
| Рік  | Назва                                | Роль            | Примітки             |
| ---- | ------------------------------------ | --------------- | -------------------- |
| 2018 | Велика американська боротьба в бруді | Наречена        | Короткий фільм       |
| 2019 | Неогранені дорогоцінні камені        | Джулія Де Фіоре | Повнометражний дебют |
| 2020 | PVT-чат                              | Скарлет         |                      |
| 2020 | Рай                                  | Ель             | Короткий фільм       |
| 2021 | Без різких рухів                     | Ванесса Капеллі |                      |
| 2022 | Маріонетка                           | Джулія          |                      |
| 2025 | Легенда                              | Елсі Вайт       |                      |

### Телебачення
| Рік  | Назва               | Роль              | Примітки                   |
| ---- | ------------------- | ----------------- | -------------------------- |
| 2020 | Діяти заради справи | Титанія / Іполита | Епізод: «Сон літньої ночі» |

### Відеокліпи
| Рік  | Назва          | Виконавець                         | Примітки |
| ---- | -------------- | ---------------------------------- | -------- |
| 2019 | «JACKBOYS»     | JackBoys                           |          |
| 2020 | «Nothing Good» | Goody Grace feat. G-Eazy & Juicy J |          |

## Нагороди та номінації
| рік  | Номінована робота       | Нагорода                       | Категорія                         | Результат | Посилання |
| ---- | ----------------------- | ------------------------------ | --------------------------------- | --------- | --------- |
| 2019 | Неграновані коштовності | Асоціація кінокритиків Чикаго  | Найбільш перспективний виконавець | Номінація | [ 39 ]    |
| 2019 | Неграновані коштовності | Асоціація кінокритиків Грузії  | Нагорода за прорив                | Номінація | [ 40 ]    |
| 2019 | Неграновані коштовності | Gotham Awards                  | Актор-прорив                      | Номінація | [ 41 ]    |
| 2019 | Неграновані коштовності | Асоціація кінокритиків Торонто | Найкраща актриса другого плану    | Номінація | [ 42 ]    |